# 푸른 저편의 포리듬

《푸른 저편의 포리듬》(일본어: 蒼の彼方のフォーリズム 아오노 카나타노 훠어리즈무[*])은 sprite에서 2014년 11월 28일에 발매된 비주얼 노벨이다. 약칭은 『아오카나』. 모에게 어워드 2014에서 모에게 어워드 대상, 유저 지지상, 11월 월간상의 3부문을 수상했다.

## 라디오
HiBiKi Radio Station에서 인터넷 라디오 프로그램 《sprite/fairys RADIO 오가타 메구미와 요정의 나라 ~아오카나 홍보국~》이 방송되었다.

## TV 애니메이션
2016년 1월 ~ 3월까지 TV 도쿄 계열에서 방영되었다.

### 각화 리스트
| 화수 | 일본어 부제                  | 번역 부제                   | 각본                       | 그림 콘티                                        | 연출                                           | 작화감독 |
| ---- | ---------------------------- | --------------------------- | -------------------------- | ------------------------------------------------ | ---------------------------------------------- | --- |
| #01  | 飛んでます、飛んでますよっ！ | 날고 있어요, 날고 있다구요! | 요시다 레이코 (吉田玲子)   | 오이자키 후미토시 (追崎史敏)                     | 타카하시 유키오 (高橋幸雄)                     | 코이카와 신페이(鯉川慎平) 신보 타쿠로(しんぼたくろう) |
| #02  | う…ど…ん…?                   | 우…동…?                     | 요시다 레이코 (吉田玲子)   | 오이자키 후미토시 (追崎史敏)                     | 토바 사토시 (鳥羽聡)                           | 쿠사카 타케시(日下岳史) 쿠도 유키(工藤ゆき) 미요시 사토시(三好智志) |
| #03  | ちょっと燃えてきただけ       | 살짝 불타올랐을 뿐          | 키오 나치 (木緒なち)       | 오이자키 후미토시 (追崎史敏)                     | 무라타 히카루 (村田光)                         | 사무카와 아유무(寒川歩) 오이토 사치요(小美戸幸代) 사토 코노미(佐藤このみ) |
| #04  | お肉……うれしい!              | 고기…… 기뻐!                | 오카다 쿠니히코 (岡田邦彦) | 야마자키 미츠에 (山崎みつえ)                     | 니가츠 (にがつ)                                | 미요시 사토시(三好智志) 쿠도 유키(工藤ゆき) |
| #05  | うん、落ち着いていこう       | 응, 침착하게 가자           | 요시다 레이코              | 오카모토 히데키 (岡本英樹)                       | 치쿠시 다이스케 (筑紫大介)                     | 헤이마 히로시(平馬浩司) 요시다 하지메(吉田肇) 야마나카 이즈미(山中いづみ) 오이토 사치요 |
| #06  | それが君の実力かい?          | 그것이 너의 실력이야?       | 키오 나치                  | 오이자키 후미토시 코이와이 마사키 (小岩井マサキ) | 코이와이 마사키                                | 코이카와 신페이(鯉川慎平) 사토 요우코(佐藤陽子) 쿠사카 타케시(日下岳史) 미나미 신이치로(南伸一郎) 마츠오카 히데아키(松岡秀明) 스기무라 토모카즈(杉村友和) 타키 고로(滝吾郎)                               |
| #07  | 刺される前に刺せ!            | 찔리기 전에 찔러라!         | 키오 나치                  | 오카모토 히데키                                  | 타카하시 유키오                                | 김산 고토 마리코(後藤麻梨子) 우노이케 카즈마(鵜池一馬) 스즈키 미츠루(鈴木光) 오카다 마사카즈(岡田正和) 코이카와 신페이                                                                                    |
| #08  | もう…飛べない                | 이제… 날 수 없어            | 요시다 레이코              | 후루카와 토모히로 (古川知宏)                     | 토바 사토시                                    | 사토 요코(佐藤陽子) 마츠오카 히데아키(松岡秀明) 스기무라 토모카즈(杉村友和) 카마타 히토시(鎌田均) 나카오 타카유키(中尾高之) 쿠와바라 히사야(桑原寿弥) 코이카와 신페이(鯉川慎平)                           |
| #09  | 答えは空にあるんです!        | 대답은 하늘에 있습니다!     | 요시다 레이코              | 스기무라 소노미(杉村苑美)                        | 스기무라 소노미(杉村苑美)                      | 시미즈 히로유키(清水博幸) 시마다 히데아키 하타노 코쇼(秦野好紹) |
| #10  | それもFCのためですか?        | 그것도 FC를 위한 것입니까?  | 오카다 쿠니히코            | 아베 타츠야 (阿部達也)                           | 산가츠 (さんがつ) 니시무라 히로아키 (西村博昭) | 고토 마리코(後藤真梨子) 김산 노구치 키노미(野口木ノ実) 요시다 하지메 헤이마 히로시 오카모토 에리카(岡本恵里香) 사무카와 아유무 오이토 사치요 스기우라 히데유키(杉浦英之) 사토 코노미                      |
| #11  | わたし負けない!              | 나, 지지 않아!              | 요시다 레이코              | 오카모토 히데키                                  | 타카하시 유키오 치쿠시 다이스케                | 스즈키 미츠루 카와무라 나츠키(川村夏生) 우라 류우타(宇良隆太) |
| #12  | もっと…飛ぼう!!              | 더… 날아보자!!              | 요시다 레이코              | 오이자키 후미토시                                | 오이자키 후미토시                              | 코이카와 신페이 사토 요우코 고토 마리코 이치노세 유우리(一ノ瀬結梨) 스기무라 토모카즈 오카다 마사카즈 나카쿠마 타이치(中熊太一) 토야마 요우스케(外山陽介) 나카노 케이야(中野圭哉) 코이케 사토시(小池智史) |

## 만화
〈월간 콤프 에이스〉에서 2015년 12월호부터 연재되고 있다. 작화는 도우가라시 히데유.